# Sylvain Miaillier
Sylvain Miaillier (Saint-Martin-d'Hères, 25 settembre 1986) è uno sciatore freestyle francese, specialista dello ski cross.

## Biografia
In Coppa del Mondo ha esordito il 12 gennaio 2008 a Les Contamines (50º), ha ottenuto il primo podio il 17 marzo 2013 ad Åre (3º) e la prima vittoria il 13 marzo 2015 a Megève.
In carriera ha partecipato a un'edizione dei Giochi olimpici invernali, Vancouver 2010 (12º nello ski cross), e ad una dei Campionati mondiali (23º nello ski cross a Deer Valley 2011).

## Palmarès

### Coppa del Mondo
- Miglior piazzamento in classifica generale: 22º nel 2015.
- 4 podi:
  - 1 vittoria
  - 1 secondo posto
  - 2 terzi posti

#### Coppa del Mondo - vittorie
| Data          | Luogo  | Paese   | Disciplina |
| ------------- | ------ | ------- | ---------- |
| 13 marzo 2015 | Megève | Francia | SX         |

Legenda:

SX = ski cross

### Campionati francesi
- 1 medaglia[1]:
  - 1 bronzo (ski cross nel 2010).